# Christian August Ludwig Klaproth
Christian August Ludwig Klaproth (* 19. Mai 1757 in Wernigerode; † 30. Mai 1812 in Berlin) war ein preußischer Geheimer Kriegsrat und Archivar im Geheimen Staatsarchiv.

## Familie
Klaproth war Sohn eines Brauers und Senators in Wernigerode. Seine Brüder waren der Chemiker Martin Heinrich Klaproth (1743–1817) und der Pastor Julius Christoph Klaproth (1739–1804). Er vermählte sich 1805 mit Marie Dorothea Vogel und erneut mit Marie, geb. Brieskorn. Seine zweite Ehefrau und die Kinder Juliane Caroline, Heinrich Eduard sowie Ludwig überlebten den Vater. Sein Neffe Julius von Klaproth (1783–1835) war Orientalist, Sinologe und Linguist.

## Leben
Klaproth absolvierte nach seinem Schulbesuch in Wernigerode und Brandenburg (Havel) seit 1776 ein Theologiestudium in Halle (Saale). Hiernach war er Hauslehrer bei Kammerpräsident Julius Ernst von Buggenhagen in Kleve. Nach gesundheitlichen Problemen ließ er von der Theologie und bestritt seit Oktober 1779 ein Zweitstudium der Rechts- und Kameralwissenschaften in Frankfurt (Oder). Er war seit 1780 Freimaurer. Seit 1784 arbeitete er im Geheimen Archiv und stieg 1787 zum Geheimen Sekretär und Geheimen Archivar auf. 1791 wurde er Kriegsrat, 1796 Staats- und Kabinettsarchivar und avancierte 1804 zum Geheimen Kriegsrat.

## Schriften
- Der Königlich-Preußische und Churfürstlich-Brandenburgische Wirkliche Geheime Staats-Rath an Seinem zweyhundertjährigen Stiftungstage : des fünften Januar 1805. Berlin 1805 (Digitalisat beim MDZ) mit Immanuel Karl Wilhelm Cosmar